# Johann Joseph Morbach
Johann Joseph Morbach (getauft 8. April 1709 in Platten; † 28. November 1777 ebenda) war ein böhmischer Unternehmer, Blaufarbenwerksbesitzer und Stadtrichter von Platten.

## Leben
Er war Sohn des Töpfermeisters Christoph Morbach († 1744) und dessen Ehefrau Catharina geb. Hippmann († 1750) aus St. Joachimsthal. Sein Großvater Wenzel Morbach († 1717) war Steinhöfischer Glasmeister auf dem oberen Werk in Breitenbach. Seinem Vater Christoph Morbach wurde 1709 vom Rat der Stadt eine Bleierzmühle verliehen. Zu den Geschwistern Johann Joseph Morbachs zählten Maria Barbara (1716–1798), Ehefrau des Farbmeisters Joseph Haslers († 1799), sowie Maria Veronica (1722–1802), Ehefrau des Breitenbacher Hammermüllers Caspar Korb (1710–1781). Sein Neffe war der Müllermeister und Unternehmer Franz Anton Korb (1763–1821), der an der Spitzenfabrik Anton Gottschald & Comp. beteiligt war.
Wie sein Vater erlernte Morbach zunächst den Beruf des Töpfers und legte die Meisterprüfung ab. Seit 1741 fungierte er in Platten als Ratsherr und Ratsassessor. Von 1749 bis 1754 bekleidete er das Amt des Stadtrichters von Platten. 1755 zum ersten Bürgermeister der Stadt gewählt behielt er die Funktion mit Unterbrechung bis zum Jahre 1764. 1771 kaufte Morbach die Schmelzhütte und das dazugehörige Wohngebäude in Silberbach von Graf Franz Anton von Nostitz-Rieneck (1725–1794). Er ließ die Gebäude zu einem Blaufarbenwerk umgestalten. Möglicherweise unterhielt die Familie für den Absatz im Ausland in Frankfurt am Main ein Außenlager.
Nach dem Tode Johann Joseph Morbachs 1777 wurde das Werk von seinem ältesten Sohn Johann Philipp Morbach (1735–1808) fortgeführt. Da dieser kinderlos war, übernahm es 1808 sein jüngerer Bruder Joseph Ignaz Morbach (1746–1816). Der Enkel Johann Joseph Morbachs Cajetan Grimm (1761–1835) war zeitweise auf dem Silberbacher Werk als Farbmeister tätig. Unmittelbar nachdem Philipp Morbachs zusätzlich zum Silberbacher Werk noch das untere Blaufarbenwerk in Breitenbach gekauft hatte, wechselte Cajetan Grimm 1807 von Silberbach als Farbmeister an Werk in Breitenbach und trieb dort die Produktion voran. Das Blaufarbenwerk in Silberbach wurde hingegen abgestoßen und von Ignaz Morbach 1809 an den Graslitzer Montanunternehmer Johann David Starck (1770–1841) verkauft.

## Familie
Johann Joseph Morbach vermählte sich in erster Ehe 1733 mit Maria Anna Höfer (1714–1757), der Tochter des Fleischermeisters Johann Heinrich Höfer († 1752). Nach ihrem Tode ging er mit der Witwe Maria Elisabetha Reinl, geb. Mayer eine weitere Ehe ein. Aus seiner ersten Ehe entsprangen etwa 12 Kinder.